# Sane (Acte)
Sane (en griego: Σάνη) fue una ciudad de la antigua Grecia situada en la Calcídica, en la península de Acte o monte Atos. Las ruinas de la ciudad antigua se han encontrado en el siglo XXI. No debe confundirse con otra ciudad llamada Sane, situada en la península de Palene, también en la Calcídica.
Fue fundada por habitantes de Andros y calcidios en el siglo VII a. C. Es mencionada por Heródoto cuando narra el paso del persa Jerjes I por Tracia. También la menciona Tucídides en el contexto de las acciones del espartano Brásidas en Calcídica, durante la guerra del Peloponeso.